# Save Me (Wiktoria-låt)
"Save Me" är en poplåt skriven av Lauren Dyson, Jens Siverstedt och Jonas Wallin, och framförd av den svenska sångerskan Wiktoria i Melodifestivalen 2016. Låten tog sig direkt till final ifrån semifinalen och slutade på fjärde plats.
"Save Me" släpptes som digital singel den 28 februari 2016 och har uppnått plats 3 på Sverigetopplistan.

## Låtlista
Digital nedladdning
1. "Save Me" – 2:58

## Listplaceringar
| Lista (2016)                | Högsta position |
| --------------------------- | --------------- |
| Sverige (Sverigetopplistan) | 3               |